# Евангеличка црква у Панчеву
Евангеличка (евангелистичка) црква у Панчеву подигнута је 1906 године. Ова црква, у граду позната и као немачка црква, окупљала је, пре свега Немце, протестанте, грађане Панчева. Један од најлепших догађаја који описује суживот људи који су живели на подручју Панчева односио се на изградњу Евангеличке цркве. Скоро да није било појединца који није дао допринос за изградњу ове цркве, без обзира на веру и нацију. Евангеличка црква у Панчеву грађена је у периоду од 1904. до 1906. године, по узору на цркву у Лајпцигу.

## О оснивању Евангеличке црквене општине у Панчеву
Оснивач Евангеличке верске општине у Панчеву је био Фридрих Кверфелд, грађевинар и предузимач. Фридрих је рођен 7. јануара 1784. године у Манделслоу у немачкој области Хановер. Отац му је био зидар и од њега је научио занат, а потом, у току Наполеонових ратова, путовао је кроз Немачку, Француску, Аустрију и Угарску и стигао до Панчева. У Панчеву се населио и убрзо основао породицу, а због своје занатлијске способности, успео је да се уздигне до угледног грађанина и градитеља ове вароши. Тада је у граду било јако мало евангелиста, бракови су углавном били мешовити, такав је био и Кверфелдов брак. Пошто су у Војној граници сва деца рођена у мешовитим браковима морала да буду римокатолици, то значи да су сва она губила везу са Евангеличком црквом. У некој мери, овај губитак се надокнадио досељавањем из Бачке и околине Панчева цигларских мајстора. Наиме, Кверфелд је у граду подигао циглану, како би подмирио своје потребе за циглом за градњу бројних грађевина. За то су му били потребни и мајстори који су дошли из Црвенке. Тако је мајстор Георг Јут довео близу 60 евангеличких породица. Касније је још њих дошло из Врбаса и Сивца, а ради изградње већих путева у самом граду и ван њега довео је још око 500 радника из различитих крајева. Иако се већина вратила, неки су остајали трајно у Панчеву. У Угарској су евангелици били законски признати, у Војној граници нису имали никаква посебна права, па ни своју школу и цркву. За празнике су ишли у суседну Евангеличку општину Францфелд (данас Качарево), при чему би их духовници Самуел Бањас и Јохан Фринт јако лепо дочекали. Без обзира на то, њихова жеља је била да имају самосталну црквену општину и свог духовника. Др Јохан Себерењи, бискуп евангеличког дистрикта Берг био је одабран да покрене иницијативу за решавање тог проблема. На дочеку бискупа у Панчеву, тадашњи евангелички генерал-мајор и бригадир Фон Либрих, позвао је цео официрски кор, римокатоличко и православно српско свештенство, Магистрат са Грађанским одбором. Гост је боравио у Кверфелдовој кући, где је припремљена и бискупска свечана вечера. Била је велика част угостити бискупа и евангелици су то знали, после овог догађаја њихова жеља за сопственом црквом постала је још већа. Када се евангелички трговац, К. Карловански, населио у Панчеву подржао је идеју о оснивању цркве и његовом заслугом је 10. фебруара 1841. године одржан Први евангелички конвент у Панчеву. Уз полицијски надзортога дана се у стану Карлованског окупило 48 евангеличких верника како би се посаветовали о томе на који начин би евангелици овде могли да постану самостална црквена општина. У ту сврху је 26 имућнијих верника приложило 1419 форинти, а списак са именима донатора је најстарији документ из парохијске архиве Евангеличке општине. За спровођење одлуке Конвента са великим одушевљењем су изабрани Фридрих Кверфелд и Антон Грамберг. Божја исповест и причешће заказана је за 29. јуни 1841. године, а Кверфелд је о томе обавестио Градски магистрат, замоливши притом да им се за одржавање службе уступи једна школа. Уступљена је римокатоличка Девојачка школа. Под трајним утиском ове службе, после које су уследиле још многе, Кверфелд је поднео Магистрату први допис у вези са конституисањем Евангеличке црквене општине, подизањем богомоље, позивањем једног пароха и учитеља и ради уступања једне сесије земљишта за издржавање тог пароха. У овој молби наведено је и да су за ову сврху приложили суму од 2000 форинти, а истовремено су замолили Магистрат да о томе сачини записник, са напоменом да ова обавеза коју су они преузели прелази и на њихове наследнике. Нажалост, није све ишло тако глатко, њихов предмет је одложен и остао је годинама нерешен, тек ће 20. априла 1847. године Дворски ратни савет одобрити панчевачким евангелицима молбу коју су поднели. Истовремено случај је представљен Банатској генералној команди. Већ 12. фебруара 1848. године ствар је и код банатске Генералне команде повољно решена за евангелисте. Дозвољено им је подизање богомоље са школом, као и позивање сопственог духовника, те да је Градска полиција дужна да од комунитетског пашњака одвоји 32 јутара оранице и да им преда. Даље радове на остварењу циља успориће револуција 1848-49. године, али ће се после смиривања стања на граници, наставити и радови.
Успели су да 5. априла 1850. преузму власништво над парохијском сесијом, да је ограде и да је дају у аренду. Први црквени надзорник ове младе општине постао је Јозеф Гурер и ступио је на дужност 31. октобра 1850. године. Одмах је почео да скупља прилоге за изградњу богомоље и Парохијског дома. Градске власти ће новој Општини чак поклонити још земље за коришћење. Фридрих Кверфелд је руководио градњом и након двогодишњег рада богомоља и Парохијски дом су стављени под кров. Споља је зграда подсећала на неку приватну кућу, пошто је првобитно планирано да то буде школа. Богомоља и Парохијски дом стајали су под једним кровом, која је својом предњом страном била окренута ка улици. Лево крило је служило као парохов стан, десно је чинило молитвену салу са издигнутим олтаром. Изнад олтара је касније насликана фреска са приказом Тајне вечере. Испред зграде се пружала пространа башта налик парку, иза зграде се налазило пространо двориште са кухињском баштом. Године 1854. изабран је и први парох, Јохан Шнебергер. Једино што је Општини сада недостајало је школа, тако ће 1857. бити одобрено постављање учитеља, што ће наредне године потврдити и Врховна војна команда. Купљена је једна кућа и адаптирана у школу, њу ће парох свечано освештати. За првог учитеља изабран је Адам Мајер из Нове Пазове у Срему. Настава је почела са 142 деце, од тога 81 дечак и 61 девојчица. Док је школа постојала заузимала је прво место међу школама у Панчеву, а 1873. са осталим вероисповедним школама претворена је у градску Комуналну школу. Панчевачка евангеличка општина била је прва у Банатском сениорату, која је 1870. уз помоћ тадашњег учитеља Кристијана Хофмана и под покровитељством Игњата Вајферта, основала Школу за малу децу (забавиште) по Фребеловом систему. Евангеличко гробље добила је 1861. пошто јој је у складу са Конкордатом било забрањено да своје мртве сахрањује на римокатоличком гробљу, које је до тада користила.
У току 20 година општина је успела да достигне прво место међу општинама у Сениорату, али иако се брзо уздигла, брзо је почела и да пропада. Околности тог времена нису поштеделе ни Евангеличку општину, али ће са укидањем Војне границе 1872. године и она поново уздићи.

## Изградња цркве
Евангелици су за све време постојања Општине, желели да саграде сопствену цркву са торњем и звонима. Пошто је број верника у Општини растао, богомоља, која је све брже пропадала, је постала премала за све њих. Кренуло се са оснивањем фонда за изградњу цркве, заслуга за то припадала је многим угледним верницима тог времена. Одржавале су се и својеврсне забаве где су се скупљали добровољни прилози. Темељи фонда учвршћени су када је град Панчево уступио Општини 32 јутра оранице на период од 20 година. Тако је Општина добила гаранцију да ће фонд расти, захваљујући годишњем износу најамнине за ово земљиште. Дугачак је био списак добротвора који су се залагали за изградњу новог објекта у Панчеву. Од великих установа попут Панчевачке Пучке и Комерцијалне банке, многобројних друштава и са других континената, познатих панчевачких породица. Након тога, константовано је да стари плац, где се налазио Парохијски дом, није одговарајући за изградњу цркве. Зато је у новембру 1894. године откупљена кућа Васе Ћурчина за 7000 круна, и тај плац (у данашњој улици Мите Топаловића) је одеређен за будуће место градње. У близини се налазила и Школа за малу децу, такође основана од стране Општине. Многа Евангеличка друштва из других држава финансијски су помагала Општину и градњу. Грађевинска комисија је расписала конкурс за план нове цркве, а за најбољи је изабран план Лутер будимпештанских архитеката Јулијуса Папа и Франца Саболча. Нацрт грађевинског плаца је градски инжењер Миливој Матић урадио бесплатно. Општина је за представника архитеката и контролног грађевинског и надзорног саветника једногласно изабрала Аурела Селдера, а Грађевинска комисија се 30. априла 1905. године одлучила за грађевинара и предузимача Лоренца Балгача, који је био најповољнији и најприхватљивији. Уз Аурела Селдера за надзорника постављен је и Миливој Матић. Лоренц Балгач је 25. марта 1906. преминуо, али се градња под надзором грађевинара Карла Хефуера, коју је гарантовала Балгачова супруга Готлибе, наставила.
За ливење и испоруку звона одређена је фирма Франца Турија из Будимпеште и звона су стигла почетком јуна 1906. године. Највеће се звало Вера и на њему је био натпис као и на старој богомољи Сви сте ви деца Божја вером у Исуса Христа. Друго звоно, средње величиние, звало се Љубав и носило је натпис Ако језике човечије и анђеоске говорим а љубав немам, онда сам као звоно које јечи или кимвал који звечи. Треће и најмање звало се Нада и на њему је писало, Будите у нади радосни, а у невољи будите трпељиви, у молитви будите постојани. Прво оглашавање звона догодило се 14. јуна 1906. године уз присуство многих грађана, различитих вероисповести. Био је то свечани и дирљиви тренутак. Црква је освештана 4. новембра 1906. године, уз присуство многих верника, звуке оргуља и певања Лутерове песме Чврст град је Бог наш. Овај догађај био је круна и тачка на сав дотадашњи труд и рад ка оснивању општине и градњи цркве. Догађај је био врло свечан и весео и то за све вернике, симболично је представљао суживот различитих религија и нација на овом подручју.

## Црква данас
Црква и данас стоји на истом месту и један је од симбола града Панчева. Евангелика у овом крају скоро да више и нема, тако да је црква закључана и не служи својој првобитној намени. Богослужења нема у овој цркви, а повремено се у њој одржавају концерти класичне музике.

## Галерија
- Евангеличка црква у Панчеву